# Orson Knapp Miller
Orson Knapp Miller, Jr. (Cambridge, 19 de dezembro de 1930 – 9 de junho de 2006) foi um micologista norte-americano. Publicou inúmeros artigos sobre micologia e foi o responsável pela nomeação de muitos táxons, bem como um dos autores a erguer o gênero Chroogomphus. Ele descreveu Omphalotus olivascens, várias espécies de Amanita, e o fungo "vampiro" Hebeloma aminophilum.